# Broch of Borwick

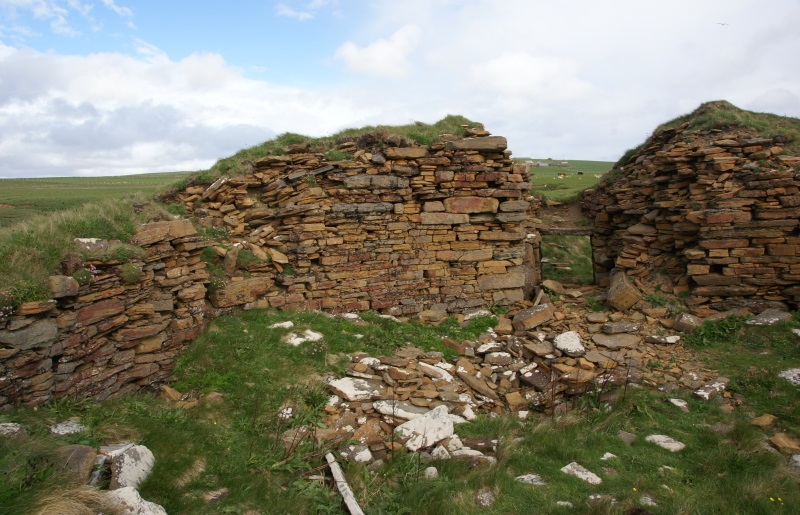
Het binnenste van de broch, gezien vanuit het westen. Enkel het oostelijk deel van de broch staat nog overeind.

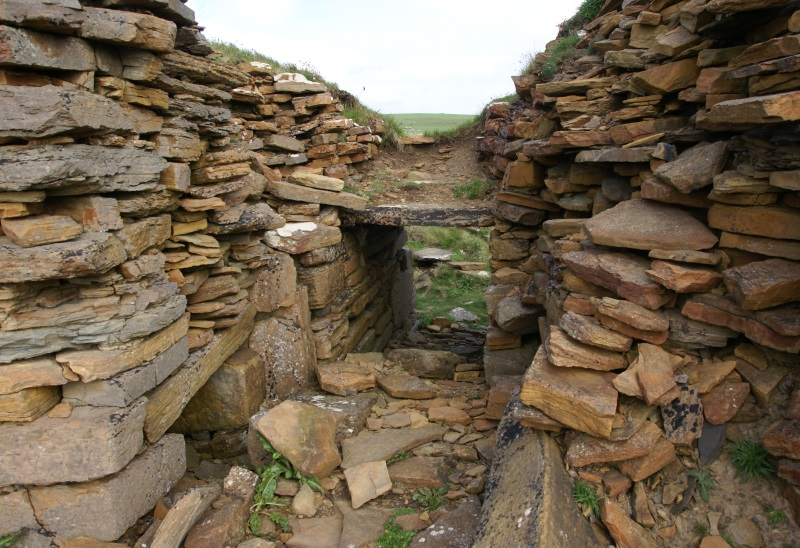
De toegang tot de broch gezien van binnenuit. Links is de toegang tot de guard cell te zien.

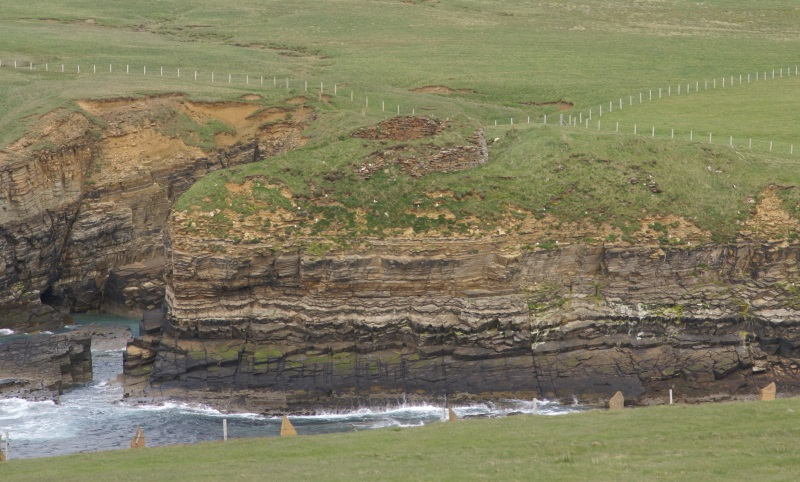
De broch gezien vanuit het zuidwesten.

De Broch of Borwick is een broch, een gebouw uit de IJzertijd, acht kilometer ten zuidwesten van Dounby en twee kilometer ten zuiden van de Bay of Skaill gelegen op Mainland, een van de Schotse Orkneyeilanden.

## Naamgeving
De plaatsnaam "Borwick" is afgeleid van het Oudnoorse borg, dat fort betekent en van vik dat baai betekent.

## Periode
De Broch of Borwick kent zeker twee fasen van bewoning. De eerste fase begon toen de broch gebouwd werd in het eerste millennium voor Christus. De tweede fase van bewoning duurde tot de 5e of 6e eeuw na Christus.
In 1881 werden de eerste opgravingen verricht in de Broch of Borwick door W.G.T. Watt, eigenaar van Skaill House en ontdekker van Skara Brae. In 1937 bleek de westelijke helft van de broch in zee te zijn gevallen. De muren waren toen maximaal nog 2,6 meter hoog. In 1983 verrichtte Euan W Mackie archeologisch onderzoek. In de periode van april 2008 tot november 2011 vond een geofysisch onderzoek plaats.

## Beschrijving
De Broch of Borwick ligt op een van nature sterke positie. De broch ligt namelijk op de top van een uitstekend deel van de westkust, zo'n 25 meter boven het zeeniveau. Aan de zuidzijde ligt een kleine, zandige baai. Enkel het oostelijk deel met de toegang tot de broch is goed behouden; de westelijke helft is vernietigd door erosie.
Oorspronkelijk scheidde een aparte muur het uitstekende deel van de kust van de rest van het land. Die muur lag aan de rand van een ondiepe, 25 meter brede greppel, die wellicht niet natuurlijk is.
Daar waar deze muur de zuidklif raakt, ligt het restant van een gebouw met een kamer. Ook al in 1881 lag het hele gebied van de klif binnen deze muur bezaaid met de resten van buitenwerken, vooral richting het oosten en het noordoosten vanuit de broch gezien.
De muren van de broch varieerden van 3,5 tot 4,9 meter in dikte. In 1881 kwamen de muren nog tot een hoogte van 4,9 meter. De broch had een diameter van 7,3 meter. Latere bebouwing verkleinde de diameter van de broch tot 4,9 meter, waarbij de latere bebouwing bovenop 0,9 meter (broch)puin was gerealiseerd. Deze latere bebouwing stamt waarschijnlijk uit de 2e eeuw na Chr., aangezien onderzoek naar analoge bebouwing in Dun Mor Vaul materiaal uit deze periode opleverde.
De ingang van de broch heeft nog een deksteen en de ingangspassage is ongeveer 4,5 meter lang en is voorzien van de zogenaamde door checks. Aan de rechterzijde van de passage bevindt zich een kleine guard cell; de toegang tot deze ruimte was oorspronkelijk 1,57 meter, waarvan door opvulling met puin nog maar 45 centimeter over is.
Rondom binnenzijde van de broch bevindt zich een muur uit de tweede fase van bebouwing, die bij de ingang van de broch 2,58 meter dik is. Tijdens deze tweede fase waren er vermoedelijk ook enige oblong gevormde ruimtes in het binnenste van de broch, evenals een trap aan de oostzijde. Er zijn geen sporen gevonden van oorspronkelijke intramurale galerijen, trappen of kamers.

## Vondsten
In een laag huishoudelijk afval (midden), negen meter gelegen ten noordoosten van de broch, bevatte as en zestien fragmenten aardewerk uit het midden van de IJzertijd alsmede fragmenten van dierlijke botten, een deel van een geperforeerde tegel en schelpen. Een van de botfragmenten (vermoedelijk een ellepijp van een schaap) bleek gepunt en gepolijst te zijn; dit fragment was 133 millimeter in lengte. De aardewerkvondsten bevinden zich in het Tankerness House Museum in Kirkwall. Verder zijn er onder meer verschillende soorten benen kammen gevonden.